# Gérard West
Pour les articles homonymes, voir West.
Jean Louis Gérard West est un financier français né à Paris le 15 avril 1802 et mort à Saint-Pétersbourg le 20 avril 1882.

## Biographie
Gérard West est le fils de Nicolas Philippe Célerier West, sous-directeur du Trésor public au ministère des finances, et de Marie-Anne de Secondat de Roquefort, et le frère d'André Gratien West.
Il exerce la profession d'avoué à Paris en 1830.
Intéressé dans les affaires financières et industrielles, il est président des Messageries maritimes de 1865 à 1867, des Mines de la Loire et de la Compagnie du chemin de fer de Strasbourg à Bâle. Il siège également notamment au sein du conseil d'administration de la Compagnie des chemins de fer de Paris à Lyon et à la Méditerranée (PLM), du Crédit industriel et commercial (CIC), du Crédit foncier et des Messageries impériales.
Il devient adjoint au maire de Soultz. Il est décoré de la Légion d'honneur en cette qualité en 1861.
Sa fille Louise-Caroline (1842-1910) épouse Amédée Lefèvre-Pontalis.